# Ива чёрная
И́ва чёрная (лат. Salix nigra) — вид цветковых растений из рода Ива (Salix) семейства Ивовые (Salicaceae).

## Синонимы
В синонимику растения входят следующие названия:
| - Salix ambigua Pursh, non Ehrh. - Salix denudata Raf. - Salix dubia Trautv. - Salix falcata Pursh | - Salix flavovirens Hornem. - Salix ligustrina Michx.f. - Salix ludoviciana Raf. - Salix purshiana Spreng. |

## Распространение и экология
В природе ареал вида охватывает юго-восточные районы Канады и восточную половину США.

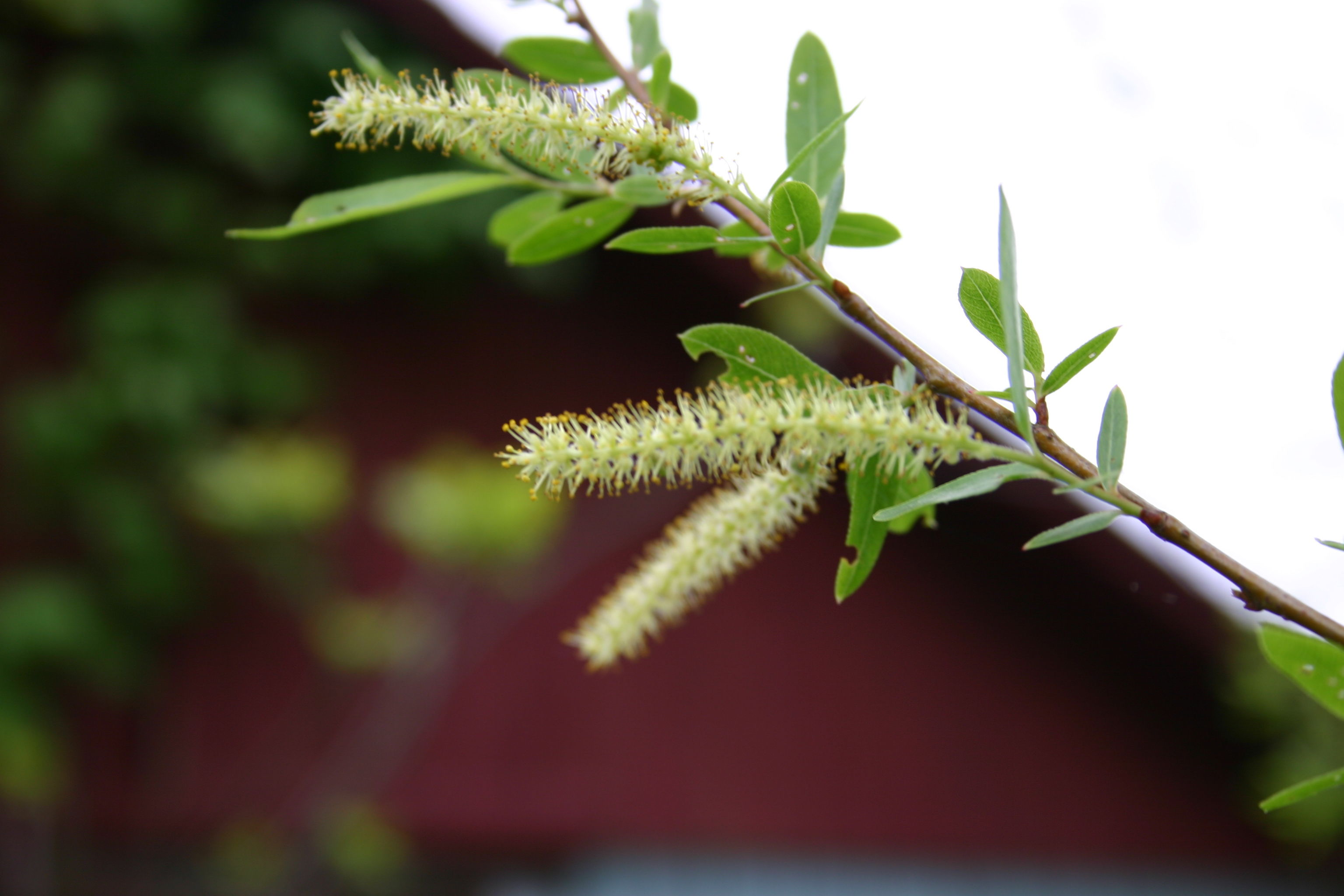
Мужские серёжки

Хорошо размножается черенками. 

## Ботаническое описание
Дерево высотой до 10—12 м и диаметром ствола до 30 см.
Листья ланцетные, длиной 5—8 см, шириной 0,3—1,8 см, длинно-заострённые и на верхнем конце обычно искривлённые и у основания закруглённые или клинообразные, острозубчатые, сверху светло-зелёные, гладкие и блестящие, снизу тёмно-зелёные, на коротких черешках. Прилистники полусердцевидные, рано опадающие.
Тычинки в числе трёх—пяти, на длинных свободных нитях. Завязь яйцевидно-овальная, голая; столбик короткий; рыльца короткие с расходящимися лопастями.
Цветёт в мае, одновременно с распусканием листьев.

## Значение и применение
Древесина высокого качества; широко используется для разных поделок.
Как быстрорастущее и декоративное растение может быть рекомендована для разведения во всей лесной зоне.

## Таксономия
Вид Ива чёрная входит в род Ива (Salix) семейства Ивовые (Salicaceae) порядка Мальпигиецветные (Malpighiales).
|  |                                      |  |                                                             |                                                             |                  |  | ещё 36 семейств (согласно Системе APG II) | ещё 36 семейств (согласно Системе APG II) |                    |  |  |  | ещё более 500 видов |
|  |                                      |  |                                                             |                                                             |                  |  | ещё 36 семейств (согласно Системе APG II) | ещё 36 семейств (согласно Системе APG II) |                    |  |  |  | ещё более 500 видов |
|  |                                      |  |                                                             | порядок Мальпигиецветные                                    |                  |  |                                           |                                           | род Ива            |  |  |  |                     |
|  |                                      |  |                                                             | порядок Мальпигиецветные                                    |                  |  |                                           |                                           | род Ива            |  |  |  |                     |
|  | отдел Цветковые, или Покрытосеменные |  |                                                             |                                                             | семейство Ивовые |  |                                           |                                           | вид Ива чёрная     |  |  |  |                     |
|  | отдел Цветковые, или Покрытосеменные |  |                                                             |                                                             | семейство Ивовые |  |                                           |                                           |                    |  |  |  |                     |
|  |                                      |  | ещё 44 порядка цветковых растений (согласно Системе APG II) | ещё 44 порядка цветковых растений (согласно Системе APG II) |                  |  |                                           | ещё около 57 родов                        | ещё около 57 родов |  |  |  |                     |
|  |                                      |  |                                                             | ещё 44 порядка цветковых растений (согласно Системе APG II) |                  |  |                                           |                                           | ещё около 57 родов |  |  |  |                     |